# Niños Héroes, La Grandeza
Niños Héroes är en ort i Mexiko.   Den ligger i kommunen La Grandeza och delstaten Chiapas, i den sydöstra delen av landet, 900 km sydost om huvudstaden Mexico City. Niños Héroes ligger 2 099 meter över havet och antalet invånare är 137.
Terrängen runt Niños Héroes är bergig österut, men västerut är den kuperad. Runt Niños Héroes är det ganska tätbefolkat, med 96 invånare per kvadratkilometer. Närmaste större samhälle är Motozintla de Mendoza, 15,1 km söder om Niños Héroes. I omgivningarna runt Niños Héroes växer huvudsakligen savannskog.